# Вест Диланд (Флорида)
Вест Диланд (енгл. West DeLand) насељено је место без административног статуса у америчкој савезној држави Флорида.

## Демографија
По попису из 2010. године број становника је 3.535, што је 111 (3,2%) становника више него 2000. године.
| Група             | 2000.         | 2010.         |
| Белци             | 2.915 (85,1%) | 2.738 (77,5%) |
| Афроамериканци    | 225 (6,6%)    | 249 (7,0%)    |
| Азијати           | 19 (0,6%)     | 28 (0,8%)     |
| Хиспаноамериканци | 221 (6,5%)    | 430 (12,2%)   |
| Укупно            | 3.424         | 3.535         |